# Trichoferus guerryi
Trichoferus guerryi är en skalbaggsart som först beskrevs av Maurice Pic 1915.  Trichoferus guerryi ingår i släktet Trichoferus och familjen långhorningar. Inga underarter finns listade i Catalogue of Life.